# Alfred Norton Goldsmith
Alfred Norton Goldsmith (Nova Iorque, 15 de setembro de 1888 — 2 de julho de 1974) foi um engenheiro eletrônico estadunidense.